# 廃墟

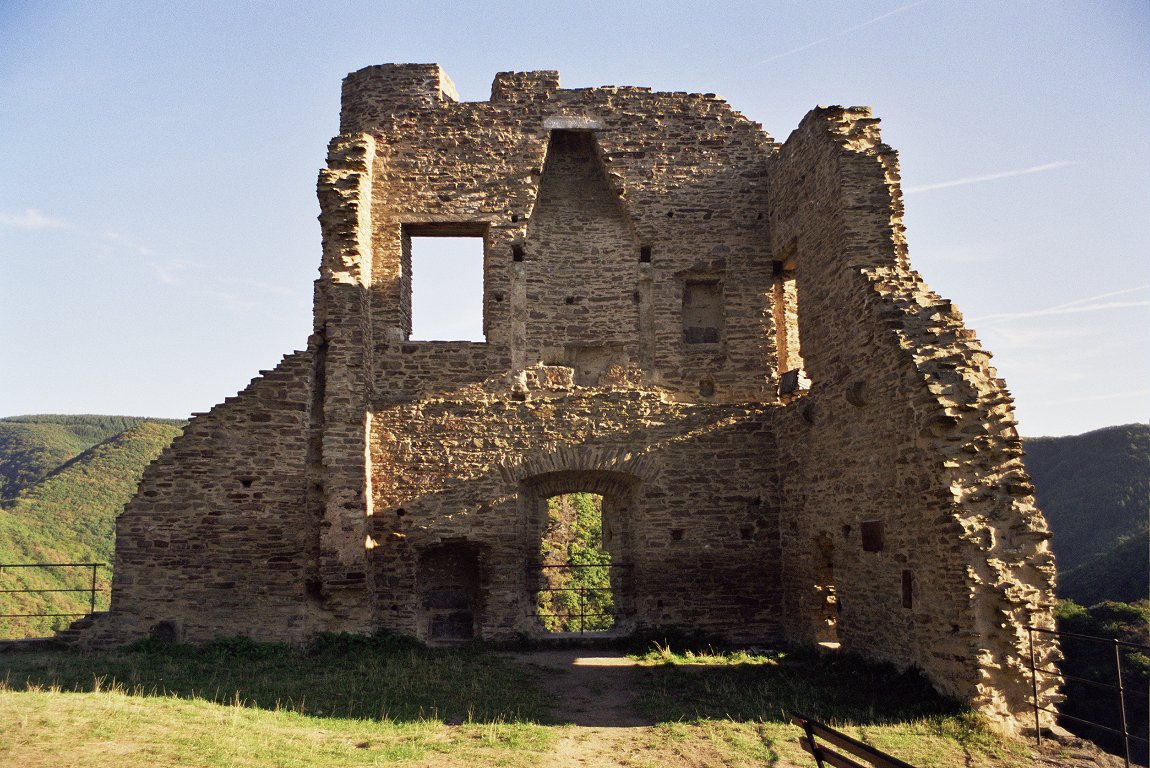
廃墟となったアレ城（オランダ）

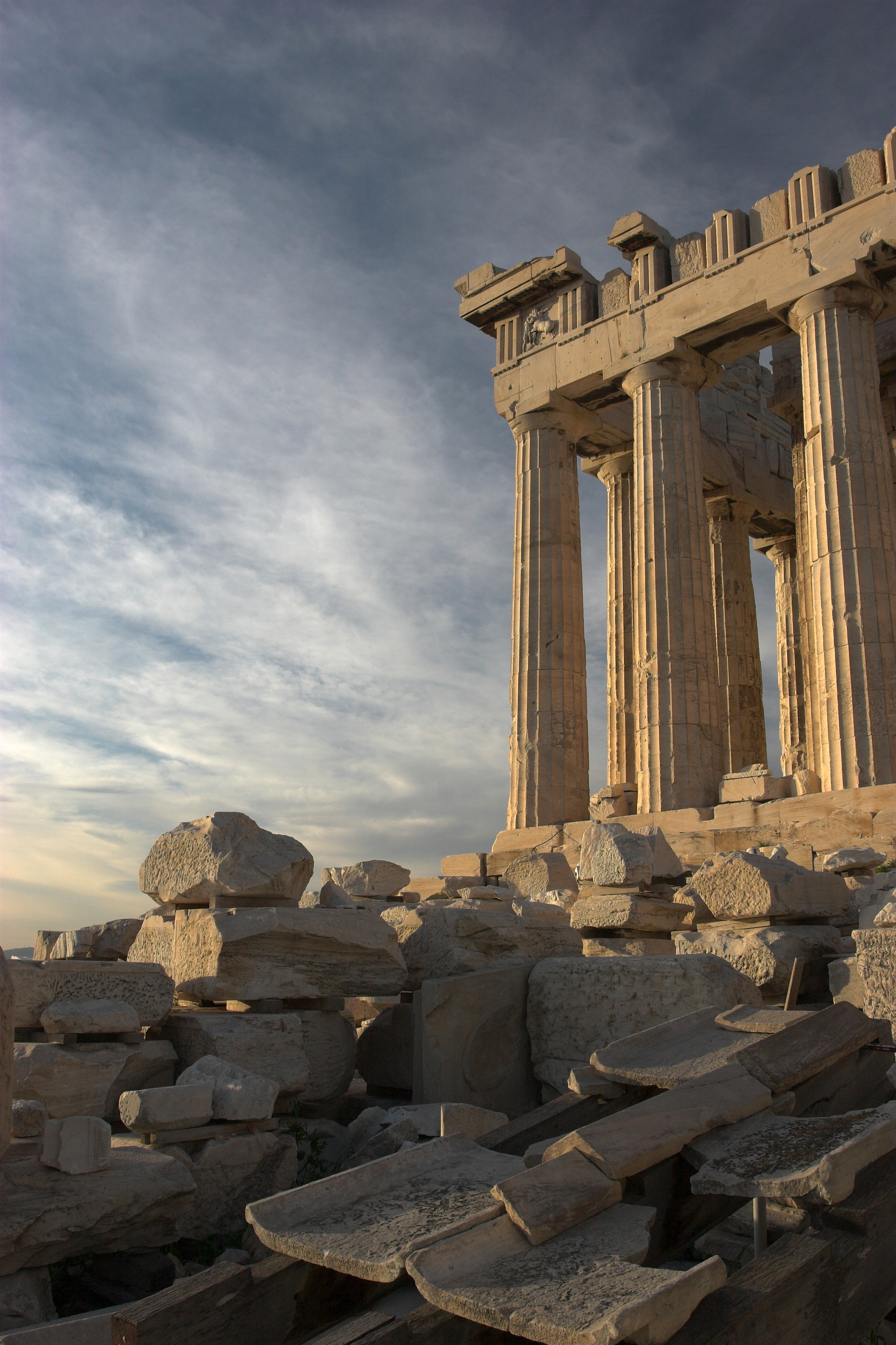
古代ギリシアに建てられたパルテノン神殿の廃墟（アテネ）

廃墟（はいきょ、廃虚とも、英語:Ruins、ドイツ語:Ruine）とは、建物、集落、都市、鉄道等の施設が長期間使われず、荒廃した状態になっているものを指す。
放置、撤去される廃墟ばかりではなく、貴重な遺跡あるいは世界文化遺産（例:軍艦島）や有形文化財として保護されることもある。朽ち行く姿に芸術的価値を見出し絵画や写真の題材とされたり、（不法侵入ではない）観光の対象とされたりする廃墟もある。

## 概要
廃墟とは建物、施設、街などが使用されずに荒れ果て、そのまま放置されているものを言い、建物などが使われなくなったとしても、他用途に転用され適切な維持管理が続けられていたり、あるいは取り壊されて更地化されたりしていれば、廃墟とはいえない。跡地利用も難しく、管理を続けるのも困難な場合には、建物、施設などが放置に任され、歳月とともに朽ちて崩壊し、あるいは草木に覆われて廃墟化の過程が進行する。
建設を発注した企業が倒産した、あるいは公共事業の一環として建設されたがその公共事業が中止になったなどの理由で、建設中の状態のまま放棄され、全く使われていない建築物、これらも廃墟に含まれる。
ナチス・ドイツの強制収容所跡や虐殺行為で無人化した村（オラドゥール＝シュル＝グラヌ）、広島市の原爆ドーム、ハワイへの真珠湾攻撃で撃沈された戦艦アリゾナなどある時代の悲惨な状況を後世に伝えるため、破壊あるいは放棄され廃墟同然となった状態で意図的に当時のまま保存している例もある。

## ロマン主義的廃墟趣味

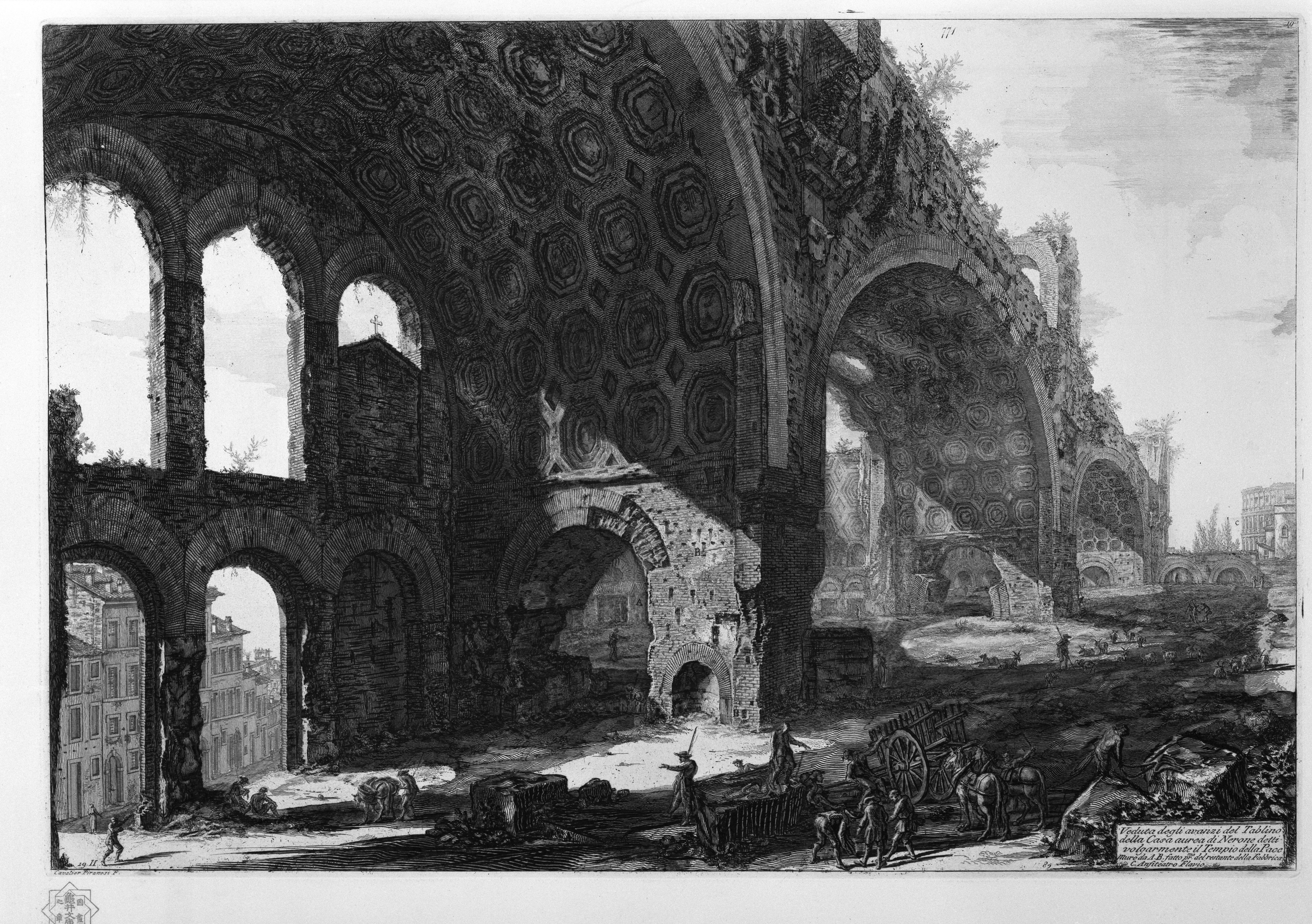
『ローマの景観』より｢コンスタンティヌスとマクセンティウスのバジリカ｣。ジョヴァンニ・バッティスタ・ピラネージ作（1749 - 1750年）。

ルネサンスによってヨーロッパでは古代ギリシアや古代ローマの再評価が行われ､それまでうち捨てられていたそれらの廃墟は古代文明の偉大さを示す遺物として関心を引くようになった｡18世紀のイタリアでは考古学が盛んになり､多くのローマ遺跡が人目を引くようになった｡そんな中､版画家ピラネージは多くのローマ遺跡のスケッチを版画として出版した｡ピラネージの描く遺跡は見る者に劇的な印象を与え､廃墟の持つ美的対象としての魅力を世に知らしめた｡

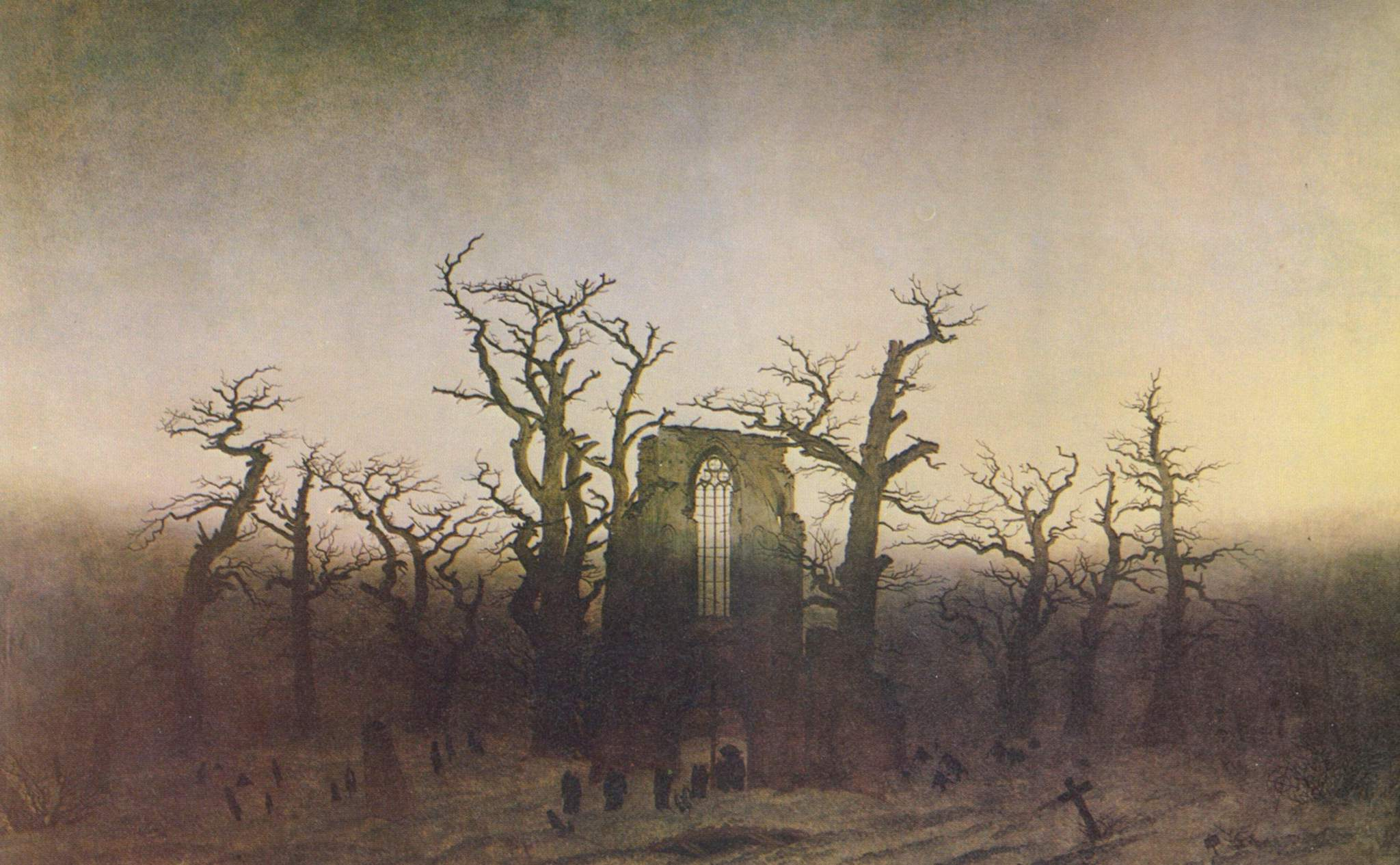
楡の木のある僧院　カスパー・ダーヴィト・フリードリヒ作 1810年

19世紀後半、イギリスやドイツのロマン主義でも、こうした廃墟、特に古代ギリシア、ローマのそれに関心が集まり、競ってその方面に出かける文人、古代遺跡を版画や絵画に描く芸術家が出たり、君主の中には領地内に人工の古代廃墟（いわゆるフォリー）を配した庭園を作らせた者もいた（特に古代ローマ時代の様式が好まれた）。
こうした廃墟を好んで作品のモチーフとした画家に、ドイツのカスパー・ダーヴィド・フリードリヒらがいる。また、ナチス・ドイツ総統アドルフ・ヒトラーも廃墟絵画を好み、自ら計画した建築物や都市も前提として古代ギリシアや古代ローマのように偉大で立派な廃墟となることが条件であったという（「廃墟価値の理論」）。彼が計画したうち実際に築かれた建物は、皮肉にも敗戦へ向かう過程の空襲やベルリンの戦いで一時廃墟になったことになる。
日本においては、2000年前後、写真の世界で廃墟を被写体にした作品が若者を中心に好まれる傾向が生まれた。イギリスやドイツのロマン主義的流れを受け継ぐ写真家に、80年代のロンドンに滞在し、風景とポートレートを中心に発表を重ねる池尻清などがいる。

## 日本の廃墟マニア
廃墟愛好家の傾向としては

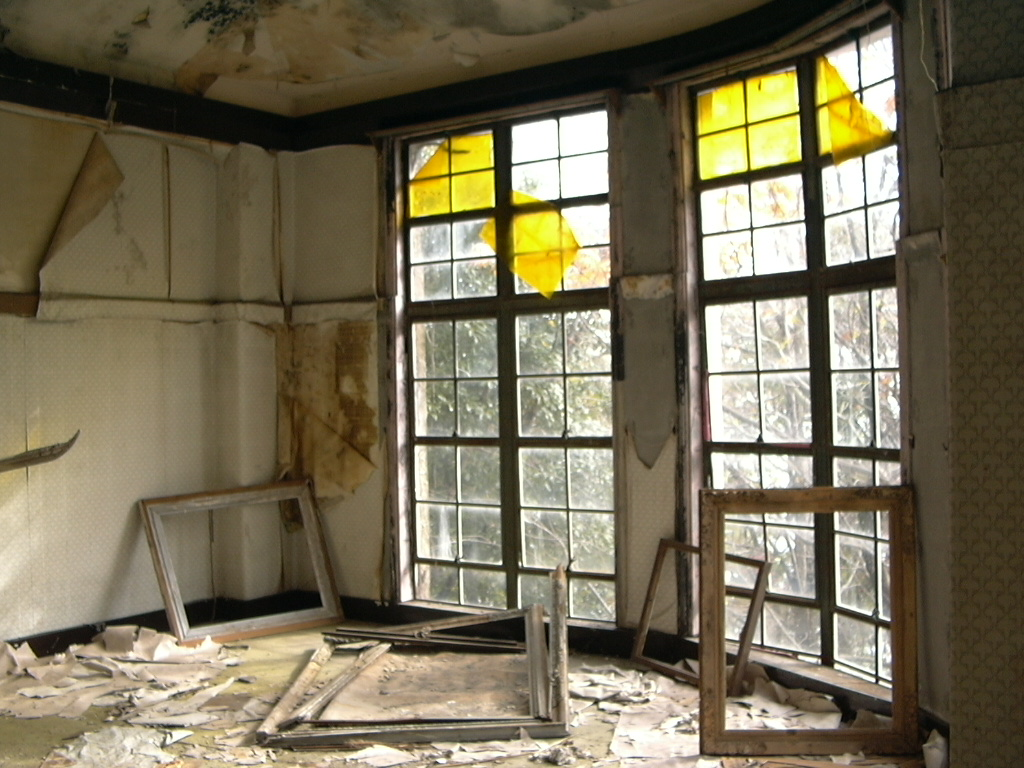
廃墟の建物内部の写真
摩耶観光ホテル（兵庫県神戸市灘区）

- 廃墟化した建物が持つ特有の雰囲気に魅力を感じる者。
- 廃墟となった施設が使われていた頃の様子を想像し、郷愁や愛着を感じる者。
- 冒険、探検感覚で廃墟を探索する者。
- オカルト、ホラー趣味や心霊スポットとして廃墟を探索する者。
- 旧式のドアの取っ手や水道の蛇口、照明器具などの収集目的を持つ者。

などに大まかに分類され、一人の愛好家が複数の要素を兼ね備えることもある。
石造建築が多い西洋と異なり、木造建築の多い日本では廃墟は成立しにくかった。谷川渥『形象と時間』によれば、廃墟は植物の繁茂で象徴された。谷川曰く、人の営みを自然のちからが凌駕してゆく姿、軍艦島に押し寄せる波浪、麻耶観光ホテルの植物などの廃墟の美と、自然とは切り離せないという。
1980年代頃からのレトロブームで懐かしい物へのノスタルジーが高まると同時期に、廃墟への関心も高まっていった。廃墟ブームのはしりとしては、赤瀬川原平らによる超芸術トマソンから路上観察学活動、赤瀬川の流れを汲む久住昌之、滝本淳助による『東京トワイライトゾーン タモリ倶楽部』（1989年）、宮本隆司『建築の黙示録』（1988年）、丸田祥三の写真集『棄景　廃墟への旅』（1993年）などが挙げられる。
廃墟となった施設、学校（廃校）、病院、工場、鉱山、レジャー施設などの跡を訪ねて回る廃墟愛好家が増加し、さらにバブル崩壊の影響で廃墟自体も増加していった。
2000年代からはインターネットの普及とともに、愛好家が個人で廃墟に関するウェブサイトを立ち上げることも増え、YouTubeなどの動画共有サイトに愛好家が探訪して撮影した廃墟の動画を公開することも多くなった。『廃墟の歩き方』（2002年）といったマニュアル本や廃墟を映したDVDなども発売された。廃墟ブームはさらに広がりを見せ、軍艦島をはじめとした人気の廃墟は観光スポットとなり、観光ツアーが企画されて多くの人々が廃墟を訪れる現象が起きた。また、テレビ番組『廃墟の休日』も放映された。
日本の場合、特に都市部では新陳代謝が激しく、廃墟が長期間そのまま残されることは少ない。バブル期に何らかの計画が立ち上がったが、バブル崩壊とともに消滅したものなど、都市計画が頓挫した場所などに建物などが廃墟状態になることもある。また、北海道など地価が安価で土地に余裕のある地域などでは、撤去費用がかさむことを回避し、古い建屋を解体せず近くに新たに建てるなどすることが多く、廃屋、廃墟などが多く見られる。分譲マンションや商業ビルなどは権利が複雑で再開発に費用がかかることから、好立地でも放置されるケースがある。
鉄道ファンの中には廃線跡をたどる廃線マニアと呼ばれる者がおり、廃線巡りを熱心に行う愛好家は廃鉄とも呼ばれる。廃線関連の書籍としては、堀淳一『消えた鉄道 レール跡の詩』（1983年）辺りがはしりである。その後ネコ・パブリッシング刊の月刊鉄道誌『RailMagazine』の連載『トワイライトゾ～ン』（1992年〜）によって、廃線跡のみならず廃車体等にも目が向けられ、鉄道ブームと共に廃墟への関心も高まっている。

## ヴァンダリズムとの関係
廃墟への無断侵入や破壊行為は厳密には刑法に抵触する行為であるものの、事実上は現役の建造物に比べて比較的低いリスクで破壊行為（ヴァンダリズム）が実行可能であることから、実際に多くの廃墟が快楽的、愉快犯的な破壊行為や悪戯に晒されている。
廃墟と勘違いして現役の建物に侵入してしまうことは建造物侵入罪による摘発の危険性が非常に高いため、廃墟への侵入者はこれを恐れるものである。廃墟の中でも、廃業したホテルやテーマパークは目立ちやすく、廃墟か否かを侵入者が比較的容易に判断でき、破壊の対象となり得る備品が多く取り残されているなどの理由から、侵入、破壊のターゲットとなりやすい傾向がある。
こうした破壊行為は器物損壊罪であるほか、写真撮影だけを目的として廃墟に侵入する廃墟マニアからも非難されることがある。

## 廃墟の例

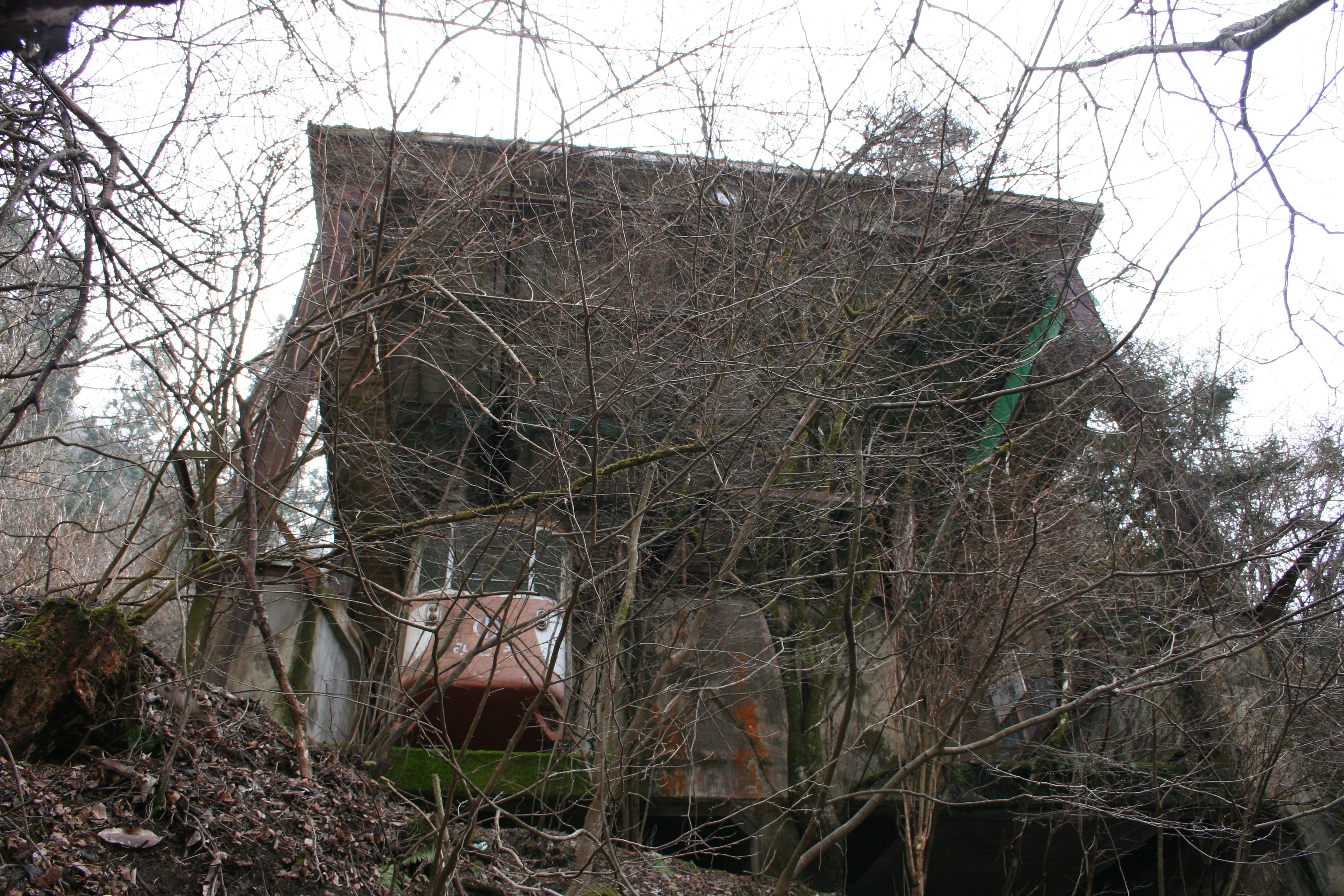
奥多摩湖ロープウェイの三頭山口駅とゴンドラ

- 廃屋 - 定住者がおらず管理放棄された空家など。
- 廃校
- 廃寺 - 史跡、文化財として指定・管理されている場所の名称としても使われる。

上淀廃寺跡（鳥取県）、吉備池廃寺跡（奈良県）、南滋賀町廃寺跡（滋賀県）、北野廃寺跡（愛知県）、山王廃寺跡（群馬県）などはいずれも国の史跡としての名称である。
- 鉄道の廃線、廃駅、建設中に放棄された未成線

奥多摩湖ロープウェイなど。
文化財として指定・管理され廃墟ではなくなっている例もある。大社駅、信越本線横川駅 - 軽井沢駅間「碓氷峠鉄道施設」（碓氷第三橋梁、旧丸山変電所など）、手宮線など。その他、所有者である鉄道事業者などにより保存されているものもある。
鉄道遺構として完全な形ではなく一部分だけ残っているものも存在する。
- 廃道
- 廃橋
- 廃鉱および周囲の鉱山住宅跡

近年では鉱害問題や美観上の理由から完全に撤去され、覆土工事や植樹工事によって痕跡すらなくなることが多い。また閉山後は坑口をコンクリートや石などで封鎖することが義務付けられている。
- 廃工場

ソビエト映画『ストーカー』では廃工場が舞台に設定された。
- 廃病院
- 廃業した旅館、ホテル、遊園地などレジャー施設・リゾート施設

- 建設中に放棄された道路、リゾート施設、リゾートマンション
- 旧日本軍の軍事施設・地下壕
- 米軍の軍事施設跡、または居住施設（デペンデント・ハウス）跡

1950年代オールディーズの雰囲気が漂う場所も多く、建物が再利用され廃墟ではなくなっている例もある。
ただし米軍管理下の敷地に立ち入った場合は単なる住居侵入罪ではなく「日本国とアメリカ合衆国との間の相互協力及び安全保障条約第六条に基づく施設及び区域並びに日本国における合衆国軍隊の地位に関する協定（日米地位協定）の実施に伴う刑事特別法」によって処罰されるほか、日本の国内法が適用されない場合があり、最悪の場合は、警備員などに射殺されたり、重い刑罰が科せられたりすることもあり得る。米軍から返還されても防衛省による留保地となっている場合も多く、無断侵入は厳しく制限される。
- 移転後の国立大学や国立の研究所の建物

旧国立公衆衛生院、広島大学旧校舎など。
- 廃村

過疎化、高齢化、災害、戦災などにより、集落から全ての住民がいなくなった地区、村のことである。各地に増え始め社会問題化している。
居住地として全く放棄されているものを指すが、住民が離れた後も旧住民やその家族、その他土地所有者によって土地や建物が管理・手入れされていたり、農地などは引き続き地域外からの通い耕作により利用され、旧住民の経済活動が存続している地域もある。
例えば廃村八丁は、建物は崩壊するに任せてあるものの、周辺がハイキングコースになっているため道標や案内看板等が設置され、人が出入りするなどある程度の管理がなされている。
谷中村は廃村ではあるが、長らく「旧谷中村遺跡」として整備や保存がされており、管理の及んでいない建物などはない。
ダム建設により全戸移転しゴーストタウンとなった場合は、ダムの運用開始で水没し廃墟としても失われる。徳山村、夕張市鹿島（大夕張）など。大川村は村そのものは存続しているが早明浦ダム運用開始により主要集落が水没し、渇水時には水没した旧村役場の建物廃墟が出現する。
- オリンピック競技場跡地

大会終了後、解体もしくは維持管理が困難となるなどで、廃墟に至るケースもみられる。
- 第二次大戦中、ナチスドイツにより大規模の虐殺が行われた現場

残虐な行為を忘れさせないために保存されているもの。チェコ、ポーランドなどのユダヤ人強制収容所の跡地。フランスのオラドゥール＝シュル＝グラヌ村。
- 東日本大震災の震災遺構

## 著名な廃墟

### 日本

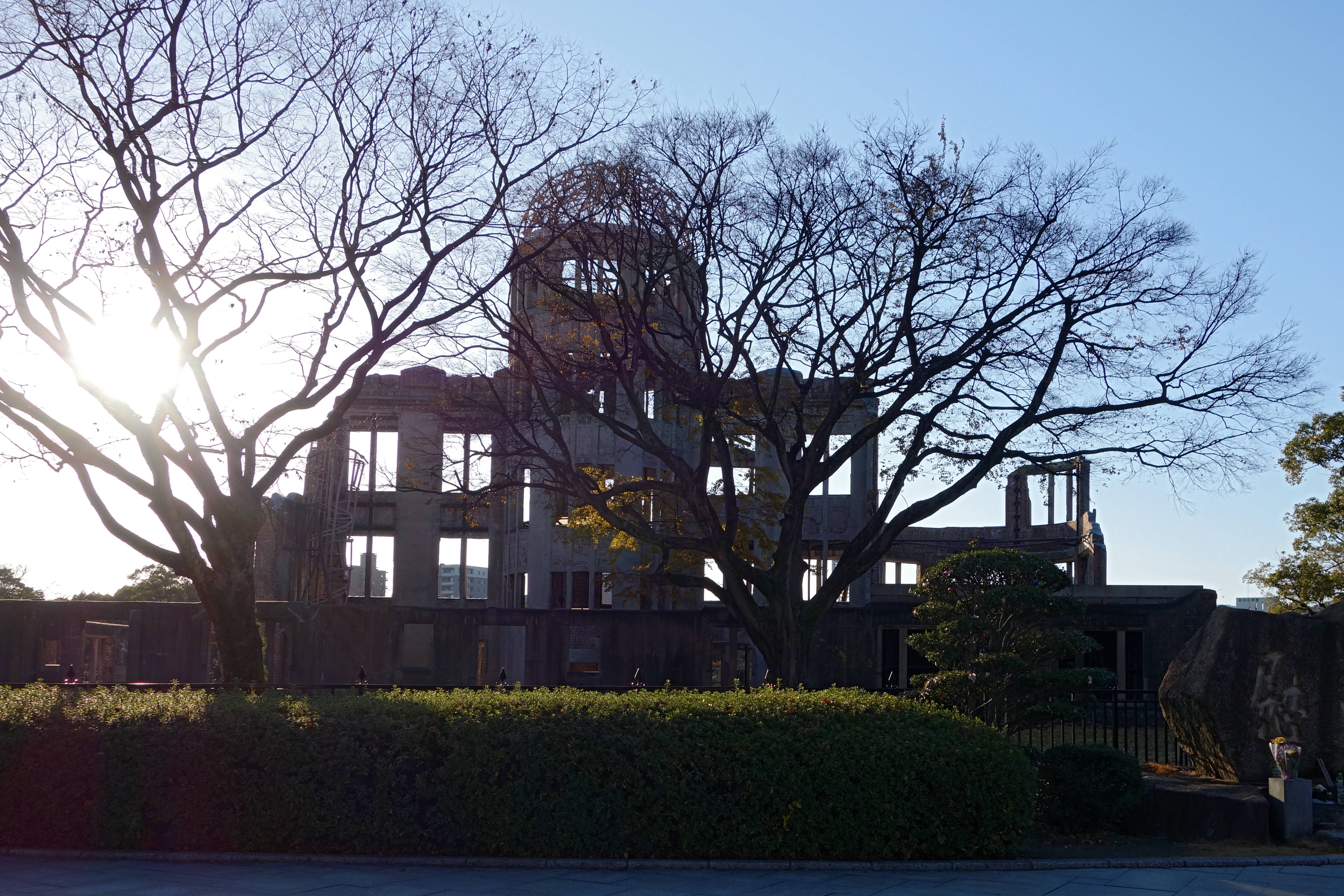
原爆ドーム（広島市）

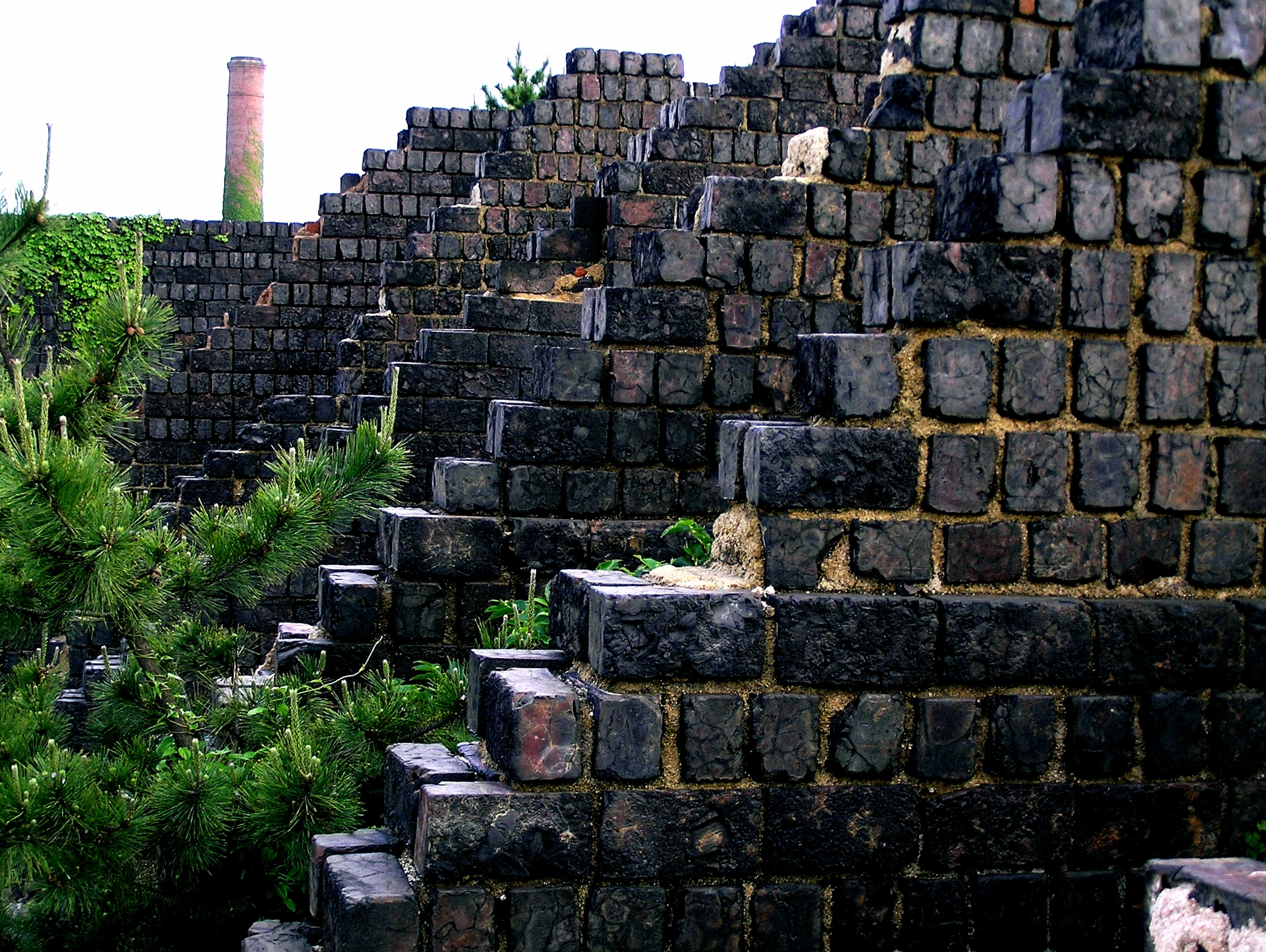
犬島精錬所跡（岡山市東区）

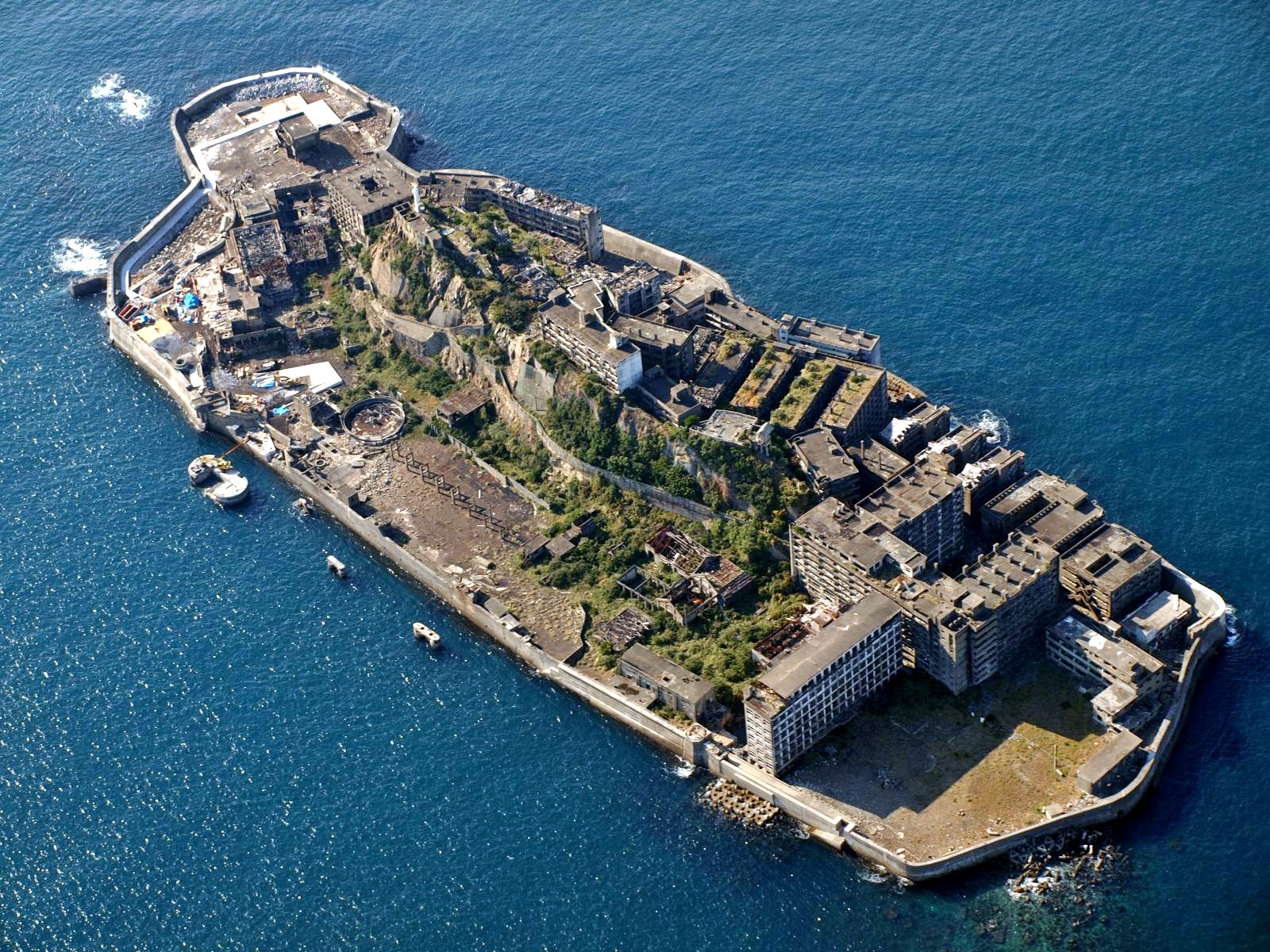
端島（通称「軍艦島」、長崎市）

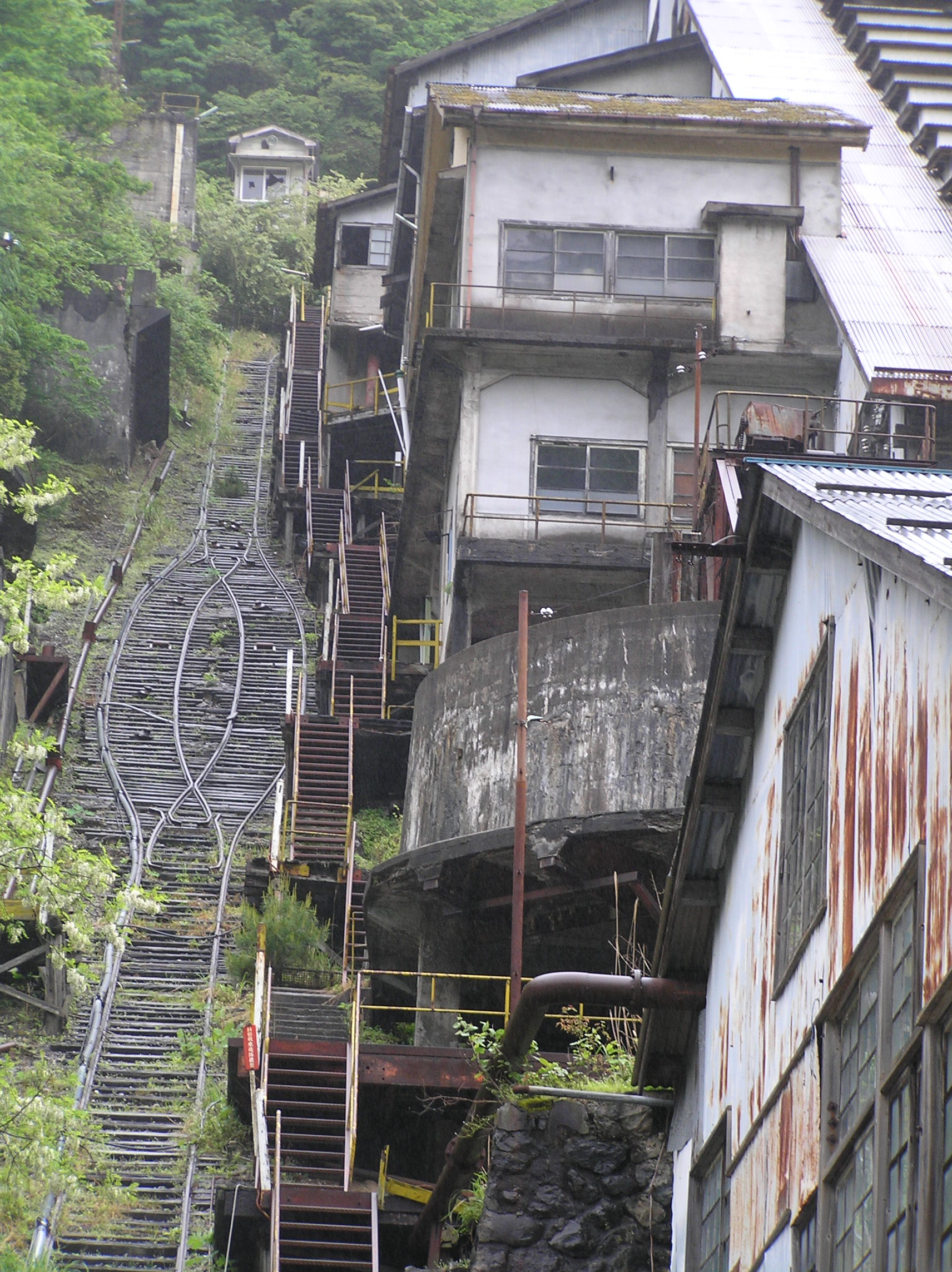
神子畑選鉱所（兵庫県朝来市）

#### 現存するもの
- 松尾鉱山（岩手県八幡平市） - 1971年に閉山。
- 鳥島気象観測所跡地（東京都八丈支庁・鳥島） - 1965年に火山活動による群発地震により所員が避難し閉鎖され、事実上放棄された。
- 根岸競馬場一等馬見所跡（神奈川県横浜市中区） - 1943年閉鎖。建物を見学できるように周囲が整備されているほか、建物自体の改修・保全等の動きもある。2025年（令和7年）1月22日、横浜市都市整備局都市デザイン室により「旧根岸競馬場一等馬見所」の名称で横浜市認定歴史的建造物に認定されたことが発表された[9]。
- 京浜急行電鉄平沼駅跡（神奈川県横浜市西区） - 京浜急行電鉄本線横浜駅 - 戸部駅間。1944年に廃駅後、横浜大空襲により焼失。その後ホームと鉄骨が残っていたが1999年に鉄骨は撤去され現在はホームのみ残る。
- 柏崎トルコ文化村（新潟県柏崎市） - 破綻した新潟中央銀行3大融資プロジェクトの一つ。
- 新潟ロシア村（新潟県北蒲原郡） - 破綻した新潟中央銀行3大融資プロジェクトの一つ。
- 姫川病院（新潟県糸魚川市） - 2007年に閉院した病院。
- 千歳楼（愛知県春日井市）- 「名古屋の奥座敷」と呼ばれる。
- 大阪砲兵工廠化学分析場跡（大阪府大阪市）
- 千里セルシー（大阪府豊中市）　- 大阪北部地震で閉鎖以来放置されている。
- 摩耶観光ホテル（兵庫県神戸市灘区） - 通称「マヤカン」。2017年には外観見学ツアーが催されるなど再利用の動きがあるものの、建物自体は手が入っておらず廃墟のままである。
- 犬島精錬所跡（岡山市東区）
- 化女沼レジャーランド（宮城県大崎市）- 2001年閉園後、元運営者の意思により撤去しなかった遊具等の荒廃が進んだ結果、廃墟と化し、国内外のメディアで紹介された。
- 五色園（愛知県日進市） - 寺院が管理する宗教公園。管理放棄の状態にあるが、4月のみ桜の名所として有料となる。
- 友ヶ島砲台群（和歌山県和歌山市）
- 和歌浦の廃業ホテル・旅館（和歌山県和歌山市）

以下は2010年代以降に閉鎖され報道等で「廃墟」と評されたことがあるもの
- さくら野百貨店仙台店（宮城県仙台市） - 仙台駅前にありながら閉鎖された2017年から建物が放置されている[10]。
- あかしふるさと図書館（兵庫県明石市） - 兵庫県立明石公園内にあるが解体費が捻出できず廃墟化が進行している[11]。

#### 再利用が進められているもの
- 原爆ドーム（広島市中区） - 1996年に世界遺産に登録された。破壊されたものであるため再利用は不可能であり、廃墟ではあるが文化財等として保存を前提に管理されている。
- 志免鉱業所竪坑櫓（福岡県糟屋郡） - 国の重要文化財に指定。再利用はされておらず廃墟ではあるが、文化財等として保存を前提に管理されている。
- 手宮線跡（北海道小樽市） - 小樽市総合博物館の一部。地域住民から路線復活の提案もある。
- 行川アイランド（千葉県勝浦市）
- カッパピア（群馬県高崎市）
- ムーラン乙女（静岡県御殿場市） - 建物はレストラン「御殿場美華ガーデン」が利用している。
- 信越本線横川駅 - 軽井沢駅間「碓氷峠鉄道施設」（碓氷第三橋梁・旧丸山変電所）（群馬県安中市） - 国の重要文化財に指定。補修工事が施工され建設当時の姿に復元された。
- 犬島精錬所跡 - 犬島アートプロジェクト“精錬所”としてベネッセにより活用される。
- 端島（軍艦島） - 住民離島から30年以上の時を経て地元の新たな観光スポットに。2015年、世界文化遺産登録（「明治日本の産業革命遺産 製鉄・製鋼、造船、石炭産業」）。
- ホテルエンパイア （神奈川県横浜市）- 建物を改装し横浜薬科大学の施設として活用されている。
- ジョンソン・タウン（埼玉県入間市）- 元米軍住居地域跡地。米軍撤退後建物は賃貸住宅として利用されたものの、老朽化のため借り手がいなくなり廃墟化。その後建物を再整備。再び賃貸住宅・店舗として利用されるに至り、往時の街並みが維持されている。
- 大平宿（長野県飯田市） - 宿場町跡。過疎化が進んだため1970年に全住民が集団移転し廃村になったものの、その後も有志により江戸時代以来の街並みや建物が維持された。1984年に飯田市が自然環境保全地区に指定。NPO法人により保存活動が継続しており、生活体験や映画の撮影などに利用されている。
- 旧大社駅駅舎（島根県出雲市） - 国の重要文化財。近代化産業遺産（続33）認定。内部を観覧できるほか、イベント会場などにも利用されている。
- ヘレナ国際ホテル（福島県いわき市） - バブル期に建設工事が着工するもバブル崩壊とともに中止となった結果、建物自体は未完成となっている。現在は所有する企業により撮影用ロケ地（主にミュージック・ビデオ）として利用されており、公式サイトも存在する[12][13]。

#### 撤去されたもの
- 木の岡レイクサイドホテル（滋賀県） - 地元では琵琶湖レイクサイドホテル、幽霊ホテルなどと呼ばれていた。1992年の爆破解体はテレビ中継された[14]。
- ドリームランドモノレール（神奈川県横浜市） - 横浜ドリームランドへのアクセス路線としてドリーム観光が運行。長らく運行休止だったが2003年に撤去。
- 原町無線塔（福島県南相馬市） - 戦前の原町送信所の跡地。コンクリート製の塔は町のシンボルとして残ったが1982年に爆破撤去。
- お化けマンション（東京都町田市） - 土地の所有権を巡って裁判になり長らく工事が中断していた。1991年に取り壊された。
- 神子畑選鉱所（兵庫県朝来市）
- 恵心病院（神奈川県厚木市）
- ホテル小曲園（山梨県南都留郡富士河口湖町）
- 旧香川育英会東京学生寮 (東京都港区)
- ホテルニュージャパン（東京都千代田区）-1982年の火災後、長らく廃墟化しつつ存在していたが、1996年に解体。跡地には2002年にプルデンシャルタワーが建てられた。
- パシフィックパーク茅ヶ崎（神奈川県茅ヶ崎市）- 1988年に廃業後、廃墟として存在するが、1998年に解体。1999年、跡地にマンション「パシフィックガーデン」が建てられた。
- 白雲楼ホテル（石川県金沢市） - 1999年の倒産後、競売にかけられるが買い手が付かず、数年のうちに不法侵入による破壊行為やメンテナンス不足で著しく荒廃。元は登録有形文化財の華美な建築物だったが、修復を断念し2006年に解体。
- 串崎ケープホテル（福岡県糸島郡二丈町） - 1974年頃に閉鎖されて以降放置され、心霊スポットなどとして知られたが、2006年に解体[15]。
- 日本加工製紙 高萩工場（茨城県高萩市）- 廃墟として遺され、映画・ドラマ等のロケ地として活用されていたが、2017年に撤去。2018年にメガソーラーが竣工した。
- 手稲山ボブスレー競技場（北海道札幌市）-  1972年札幌オリンピックを機に日本初の正式ボブスレーコースとして1970年12月に竣工。老朽化と維持管理の困難から2000年2月に閉鎖。2017年に解体された。
- ホテル木町 - 仙台市中心部にありながら1999年以降廃墟化し不法な居住者が存在していたが、2021年に解体が開始された。
- 富士ガリバー王国（山梨県富士河口湖町） - 破綻した新潟中央銀行3大融資プロジェクトの一つ。一時廃墟化したが解体された。

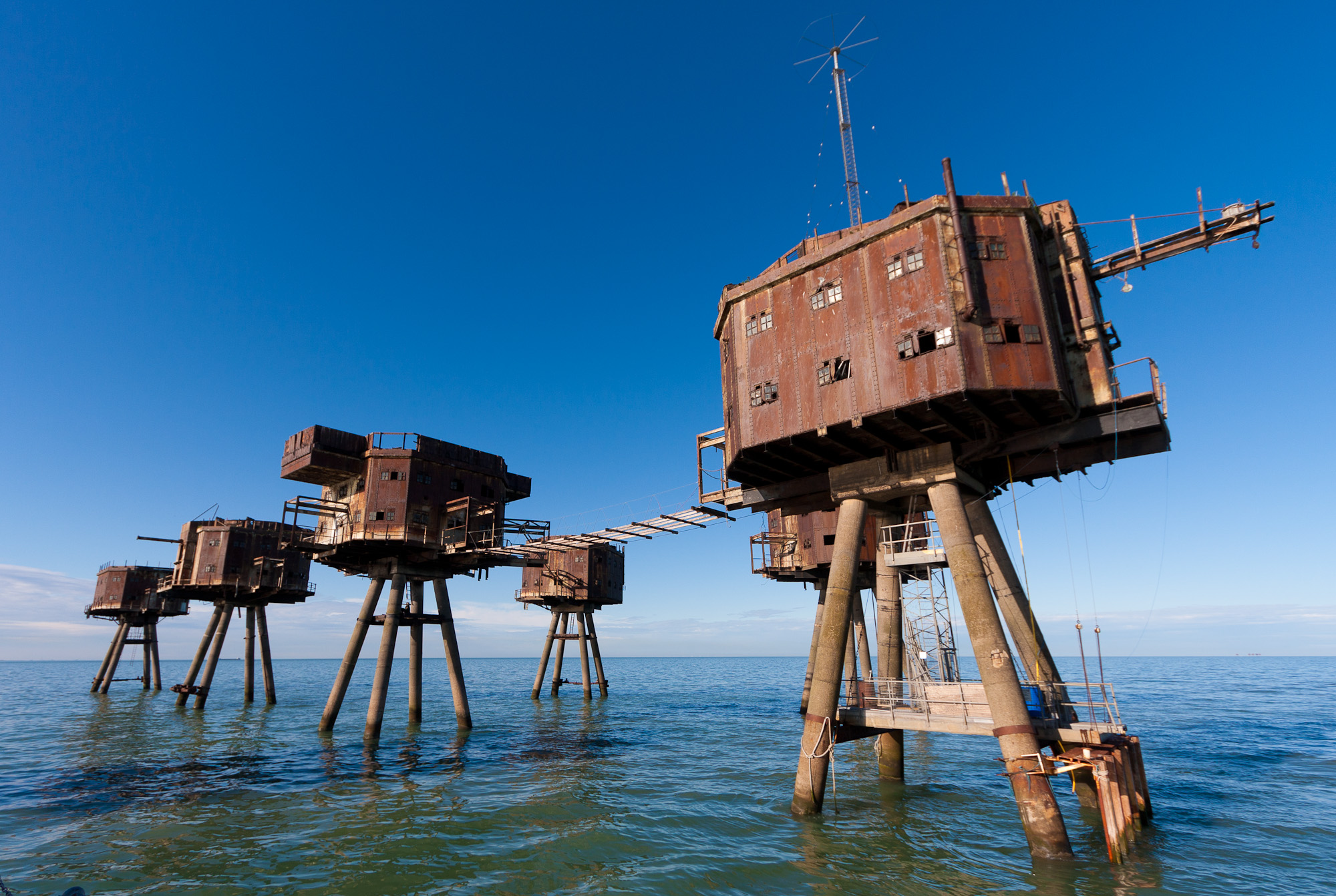
テムズ川に残されたマンセル要塞。

### 北米
- ノース・ブラザー島(アメリカ合衆国) - ニューヨーク郊外のイースト川沿いにある元病院跡[16]。
- ミシガン・セントラル駅(アメリカ)
- ニューヨーク市地下鉄IRTレキシントン・アベニュー線のシティーホール駅(アメリカ)

### 欧州
- ヴィッラ・アドリアーナ（イタリア）
- ポンペイ（イタリア）
- クラーコ（イタリア）
- カルモ修道院（ポルトガル）
- プローラ（ドイツ）
- シュヴァルツヴァルトの聖オーガン修道院（Kloster Sankt Georgen）（ドイツ）
- ミランダ城（ベルギー）
- マンセル要塞（英語版）（イギリス） - 第二次世界大戦中に建設された水上トーチカ。ガイ・マンセルの設計であることからこう呼ばれる。
- ボディアム城（Bodiam Castle、イギリス)
- プリピャチ（ウクライナ）- チェルノブイリ事故のためゴーストタウンになり、各施設が廃墟のまま残されている。
- ブルガリア共産党本部（ブルガリア）
- チェンストホヴァ駅（ポーランド）
- サラエボオリンピックボブスレー競技場跡（ボスニア・ヘルツェゴビナ）
- ニコシア国際空港（キプロス・北キプロス） - 敷地は国際連合キプロス平和維持軍が利用しているが、ターミナルビルなどは放置されている。

### その他
- 柳京ホテル（北朝鮮） - 一時建設中断により、10年以上も放置されたことから世界最大の廃墟と評された。後に建設は再開されたものの、竣工がいつ頃になるのかの目途は現在も立っていない。
- ホームブッシュ湾（英語版）の蒸気船（オーストラリア）
- コールマンスコップ(ナミビア)
- エル・オテル・デル・サルト（コロンビア） - 1923年築の元豪邸。その後、「ホテル・デル・サルト（El Hotel del Salto）」になり、廃墟として有名だったがテケンダマ滝博物館（英語版）として再利用されている。

## 著名な廃墟愛好家・廃墟写真家
- 池尻清 - 写真家。
- 大畑沙織 - 廃墟写真家。
- 鹿取茂雄 - 岐阜県在住の廃墟愛好家・酷道愛好家。
- 栗原亨 - 2000年代以降の廃墟探索ブームの原動力となった『廃墟の歩き方』シリーズの著者。廃墟愛好家。
- 小林伸一郎 - 廃墟写真家。
- 酒井竜次 - 元雑誌『愛知県漂流』編集長。『ニッポンの廃墟』（2007年）・『廃墟という名の産業遺産』（2008年）など数多くの廃墟関連の書籍を監修・執筆している廃墟愛好家・珍スポット愛好家。
- 中筋純 - 中田薫との共著『廃墟本』シリーズなどで知られている廃墟写真家。
- 中田薫 - 中筋純との共著『廃墟本』シリーズなどで知られている廃墟愛好家。
- HEBU - 写真集『廃墟/工場』シリーズの著者。廃墟・工場写真家。
- 丸田祥三 - 廃墟写真家。
- 宮本隆司 - 写真家。1980年代に廃墟や取り壊し中の建造物を撮影した『建築の黙示録』や『九龍城砦』を発表し、廃墟写真ブームの火付け役となった。
- 風間健介 - 写真家。北海道夕張市に居を構え、廃墟となった炭鉱の施設の写真を撮り続けた。写真館を開設し、人の消えた炭鉱遺産を再利用する活動も行っていたが、その後は自身も夕張を離れ、自宅・写真館は廃墟となっている。

## その他
- 老朽化した集合住宅（同潤会アパート、香港の九龍城砦など）で、建物の破損が進行し、空き部屋が多くなっているような場合に廃墟と表現される場合もあるが、本来の住民が居住している場合、放置されている訳ではないので、廃墟と呼ぶのは適切ではない。
- 原爆ドームは広島市への原子爆弾投下で崩壊した状態であるが、史跡（世界遺産）として保存され、倒壊しないよう補強などの措置が取られている。
- 造られた当時最新の設備であった炭鉱集合住宅などを史跡として保存することを求める運動があるが、一般に公開する場合は、保守や安全対策（万が一来園者に事故が起きた場合の管理者としての法的責任の問題）など建物を改めて建築するほどの予算が掛かることになり実現は難しい状況にある。
- キリスト教美術では「異教世界の衰微」のシンボルとして「キリストの降誕」の背景などに描かれる。
- デッドモールを「生ける廃墟」と表現されることがある（例：LCワールド本巣本館[17] 、ピエリ守山[18]  、パワーセンター大津[19] 、華南MALL[20]）
- シーランド公国は廃墟となったマンセル要塞を不法占拠している。